# Ratpenat d'orelles grogues petit
El ratpenat d'orelles grogues petit (Vampyressa pusilla) és una espècie de ratpenat de la família dels fil·lostòmids. Viu a l'Argentina, el Brasil i Paraguai. El seu hàbitat natural és desconegut com també se'n desconeix si hi ha cap amenaça significativa per a la supervivència d'aquesta espècie.